# Nicoleta Pauliuc
Nicoleta Pauliuc (n. 11 mai 1971, Tecuci, Galați, România) este un senator român, ales în 2016. 